# Anton-François Marmontel
Anton-François Marmontel (Clermont-Ferrand, Puy-de-Dôme, 16 de juliol de 1816 - París, 16 de gener de 1898) fou un pianista i compositor francès. Era descendent col·lateral (renebot) de l'escriptor Jean-François Marmontel.
En el Conservatori de París aconseguí els primers premis de solfeig i piano, i assolí en harmonia, fuga i contrapunt el segon premi; entre els seus professors i figuraren Halévy i Zimmermann, al qual substituí el 1848 com a professor de piano en el Conservatori.
En aquesta tessitura Marmontel assolí reputació universal, i entre el munt dels seus deixebles, que alguns més tard foren importants. Desenvolupà aquest càrrec fins al 1889, en què, a causa de les xacres de la vellesa, sol·licita la jubilació.
Entre les seves obres i figuren:
- L'art de déchiffrer, (100 estudis), set col·leccions d'estudis, una gran Sonata, nocturns, serenates, minuets, peces característiques, Ecole de mécanisme, Enseignement progressif du piano, (1887), etc.. i com a musicògraf publicà:
- Petite grammaire populaire, tractat de música.
- Vade-mecum du professeur de piano,
- Les pianistes célebres, (1878)
- Conseils d'un professeur... du piano,
- Symphinistes et virtuoses, (1881)
- Virtuoses contemporains, (1882)
- Eléments d'esthétique musicale et considerations sur le beau dans les arts, (1884)
- Histoire du piano et ses origines, (1885)
- Enseignement progressif et rationnel du piano, (1887), etc.

El seu fill Antonin Marmontel (1850-1907), igual que el seu pare ocupà una plaça de professor en el Conservatori de París. I en les seves composicions revela molt de talent.

## Llista d'alumnes
- Magda Tagliaferro,[1]
- Paul Rougnon,
- Fabian de Furundarena Labat,[2]
- Alfred Bachelet,[3]
- Félix Desgranges,
- Ernest Guiraud,
- Eduardo Gariel,[4]
- Gaston Salvayre,
- Émile Waldteufel,
- Émile Paladilhe,
- Paul Puget,
- Henryk Wieniawski,
- Théodore Dubois,
- Henri Libert,
- Gustav Louchet,
- Georges Bizet,
- Vincent d'Indy,
- Paul Wachs,
- Émile Paladilhe,
- Louis Diémer,
- Francis Planté,
- Antoine Simon,
- Arthur Letondal,
- Claude Debussy,
- Isaac Albéniz,
- Camille Bellaigue,
- Amigó,
- Iragó
- el cubà Jiménez Berroa,[5]
- els canadencs Gustave Gagnon, Calixa Lavallée.[6] i Berthe Roy.